# MG 30
La MG 30 o Maschinegewehr 30 fue una ametralladora ligera de diseño alemán que fue empleada por varias fuerzas armadas en la década de 1930. También fue modificada para su empleo a bordo de aviones, transformándose en la ametralladora aérea estándar alemana con las designaciones MG 15 y MG 17. 
Es más conocida porque su diseño condujo a la MG 34 y la MG 42, por lo que es uno de los principales antepasados de varias armas que posteriormente serían empleadas a gran escala en el siglo XXI.

## Historia
El desarrollo de la MG 30 tuvo lugar en la sucursal Rheinmetall de Sömmerda, bajo la dirección de Louis Stange. Sin embargo, la producción de ametralladoras en Alemania estaba prohibida según las cláusulas del Tratado de Versalles y el Reichswehr rechazó el diseño. 
Entonces Rheinmetall apeló a otras empresas y vendió la licencia del diseño a la Waffenfabrik Solothurn AG en Soleura, Suiza, y a Steyr-Daimler-Puch en Austria. La producción se inició al poco tiempo, entrando en servicio de las Fuerzas Armadas de ambos países como Solothurn S2-100 y Maschinegewehr Solothurn 1930, o MG 30, respectivamente. Hungría también compró 2.000-3.000 ametralladoras, que fueron denominadas como Solothurn 31.M Golyoszoro.

## Diseño
La MG 30 es una ametralladora enfriada por aire y accionada por retroceso, que dispara cartuchos 7,92 x 57 Mauser y es alimentada mediante un cargador ligeramente curvo que se inserta en el lado izquierdo del arma. Utiliza un anillo de acerrojado, que se encuentra al final de la extensión del cañón, para cerrar el cerrojo. Dentro del anillo de acerrojado hay seis juegos de tetones, dispuestos como un roscado interrumpido, los cuales encajan en entalles situados en la parte posterior del cerrojo. 
La rotación del anillo, que cierra y abre el cerrojo, es controlada por rodillos situados en el exterior del anillo. Hasta que el cerrojo retrocede, estos rodillos siguen entalles en las paredes del cajón de mecanismos. La ametralladora tiene un diseño relativamente simple, teniendo la mayoría de piezas una sección redonda. El cajón de mecanismos tubular es una extensión de la camisa de enfriamiento. La culata alberga un tubo que contiene el muelle recuperador y su varilla-guía.    
La MG 30 dispara tanto en modo semiautomático como en modo automático, dependiendo de cuánto se presione el gatillo de dos etapas, con una cadencia de 600-800 disparos/minuto en modo automático. Tenía un bípode plegable acoplado en el segundo tercio del cañón.

## Variantes
Rheinmetall Borsig modificó el diseño de la MG 30 para su empleo como ametralladora aérea, produciendo la Flugzeugmaschinengewehr 15, o MG 15. Los principales cambios fueron el empleo de un cargador de doble tambor con 75 cartuchos y la eliminación de la culata para su empleo a bordo de las estrechas cabinas de los bombarderos. 
Modificaciones posteriores en 1936 dieron origen a la MG 17, que también podía ser alimentada mediante cinta además de los cargadores de tambor, con una cadencia de 1.200 disparos/minuto y capacidad de sincronización para poder disparar a través de las palas de la hélice del avión.
En 1942, las ametralladoras aéreas habían incrementado drásticamente su tamaño y las de calibre 7,92 mm ya no fueron consideradas útiles por la Luftwaffe una vez que estuvo disponible la ametralladora MG 131 de 13 mm. El blindaje parcial de la mayoría de los nuevos aviones de combate ya podía detener al cartucho antiblindaje SmK de 7,92 mm en 1940. Muchas MG 15, MG 17 y MG 81 fueron enviadas al Ejército, especialmente a partir de 1944. Muchas fueron transformadas en armas terrestres mediante el montaje de un bípode y una culata metálica simple, mientras que las MG 17 y MG 81 alimentadas mediante cinta fueron incorporadas en baterías antiaéreas dobles y cuádruples.
Se fabricaron 47 ametralladoras calibradas para el cartucho 7 x 57 Mauser, ordenadas por El Salvador.

## Usuarios
- Alemania nazi
- Austria[3]
- Bulgaria
- El Salvador[2]
- Hungría:[4] la empleó con la designación Solothurn 31.M Golyószóró.[5]
- Suiza